# دیجی
دیجی (به انگلیسی: DiGi) شرکت مخابراتی مالزیایی بود، که در زمینه ارائه خدمات تلفن همراه، اینترنت و پهنای باند فعالیت می‌کرد. اکنون، این شرکت  پس از ادغام به سلکام‌دیجی تغییر نام داده است.
شرکت دیجی در سال ۱۹۹۵ توسط شرکت نروژی تله‌نور تأسیس شد و هم‌اکنون به همراه شرکت‌هایی چون مکزیس و اکسیاتا یکی از بزرگترین ارائه‌کنندگان شبکه موبایل مالزی به‌شمار می‌آید.
دفتر مرکزی این شرکت در شاه عالم، سلانگور قرار دارد و بخشی از سهام آن در بازار بورس مالزی معامله می‌شود.